# UBEビエンナーレ
UBEビエンナーレ（うべビエンナーレ）は、山口県宇部市で2年に1度開催されている、野外彫刻の国際コンクール・展覧会（ビエンナーレ）。旧称「現代日本彫刻展」。国内で最も歴史の古い彫刻展であり、世界で最も長く続いている野外彫刻展である。
宇部市・UBEビエンナーレ運営委員会・毎日新聞社主催、UBE協賛。

## 概要
宇部市内にある総合公園「ときわ公園」の一角にある「緑と花と彫刻の博物館（ときわミュージアム）」を舞台に、国内外から応募のあった屋外彫刻の実物および模型を審査・展示する。実物作品の審査は10名前後の選考委員により行われ、表彰と賞金の授与が行われる。第1位に相当する「大賞（宇部市賞）」と、第2位に相当する「宇部興産賞」に選ばれた作品は宇部市が買い上げ、宇部市内において永続的に展示されることになっている。
2019年までは隔年で開催され、2021年は新型コロナウイルス感染症の影響で1年先送りされ2024年で30回目を迎えたが、2025年2月14日、主催する宇部市が情報発信やプロモーションに十分な準備期間が確保できないこと等を理由に、持続可能な彫刻展として続けることを目的として、会を3年に1度の開催（トリエンナーレ）に変更し、名称も改めることを明らかにした。

## 起源
第二次世界大戦後の高度経済成長期、宇部炭鉱による石炭化学を軸に工業都市として飛躍を続けた宇部市は、その代償として公害問題や青少年の非行の急増が社会問題化し、人心の荒廃を招くこととなった。こうした状況に対し、宇部市は1960年より「まちを花で埋めよう」という緑化運動を開始、市の単独予算や市民からの寄付金により街路樹などの整備を行った。
その折、花の種代として婦人団体が集めた20万円の残額を使って、フランスの彫刻家、エティエンヌ゠モーリス・ファルコネの作品「ゆあみする女」のレプリカを購入、宇部新川駅前の噴水池の脇に設置した。そして、この彫刻に親しむ市民の姿を見た宇部在住の美術評論家である岩城次郎と第13代宇部市長であった星出壽雄が着目し、「町を彫刻で飾る運動」を起こすことになる。この運動は美術評諭家の土方定一、彫刻家の向井良吉、建築家の大高正人を巻き込む形で展開され、1961年に常盤公園の一角において「第1回宇部市野外彫刻展」が開催されることになる。これらの一連の出来事は日本におけるパブリック・アートの嚆矢とも言える出来事であった。「宇部野外彫刻展」は1963年に「第1回全国彫刻コンクール応募展」として継続され、1965年からはUBEビエンナーレの直接の前身である「第1回現代日本彫刻展」が開催され、以後2年に1度の開催が継続されている。現代日本彫刻展としての開催時から「UBE BIENNALE」として内外で知られていたが、2009年からは公式に「UBEビエンナーレ」の呼称を用いている。